# Schismatoglottis barbata
Schismatoglottis barbata är en kallaväxtart som beskrevs av Adolf Engler. Schismatoglottis barbata ingår i släktet Schismatoglottis och familjen kallaväxter. Inga underarter finns listade.